# هویت قومی و دولت در ایران
هویت قومی و دولت در ایران (به انگلیسی: Ethnic Identity and the State in Iran) کتابی از علم صالح است که در سال ۲۰۱۳ از سوی انتشارات پالگریو مک‌میلان منتشر شد و در آن نویسنده به بررسی تنش‌های بین‌قومیتی و سیاسی‌شدنِ هویت قومی در ایران می‌پردازد. او نشان می‌دهد که مشکلات قومیت و ملیت در ایران، مثل سایر کشورهای خاور میانه، بیش از آنکه نتیجهٔ شکل‌گیری هویت‌های قومی باشد، محصولِ امنیتی‌شدن مسائل قومی است. این کتاب در مجلهٔ خاورمیانه، مرور مطالعات خاورمیانه، مجلهٔ بریتانیایی مطالعات خاورمیانه و ملل و ناسیونالیسم نقدهای مثبتی دریافت کرده‌است.

## نویسنده

علم صالح در بنیاد کنراد آدناور. بیروت، لبنان. نوامبر ۲۰۱۸

عَلَم صالح (متولد ۱۹۷۵) دانشمند علوم سیاسی بریتانیایی-ایرانی و مدرس مطالعات ایران در مرکز مطالعات عربی و اسلامی دانشگاه ملی استرالیا است. وی دکترای خود را از دانشگاه لیدز با نگارش پایان‌نامه‌ای تحت‌عنوان هویت و امنیت اجتماعی در ایران (۲۰۱۰) دریافت کرد و پیش از این در دانشگاه لنکستر، دانشگاه دورهام، دانشگاه لیدز و دانشگاه برادفورد تدریس کرده‌است. صالح عضو آکادمی آموزش عالی است و آثارش در چندین مجلهٔ بین‌المللی منتشر شده‌است.

## نگارش و انتشار
هویت قومی و دولت در ایران اولین کتابِ علم صالح است. برخی از مطالب کتاب از مقالاتی اقتباس شده که نویسنده قبلاً در نشریات فصلنامه بین‌المللی ژئوپلیتیک و فضای سیاسی (Sfera Politicii) منتشر کرده‌است. این کتاب که به زبان انگلیسی نوشته شده‌است، در ژوئیه سال ۲۰۱۳ از سوی انتشارات پالگریو مک‌میلان در آمریکا منتشر شد. صالح کتاب را به برادر درگذشتهٔ خود، مجیب، تقدیم کرده‌است.

## محتوا

### ساختار
کتاب از هفت فصل تشکیل شده‌است. دو فصل اول مروری بر چارچوب‌های نظری اصلی است که کار میدانی نویسنده بر آن استوار است. صالح در دو فصل بعدی به بررسی موردِ ایران می‌پردازد. بخش اصلی تحقیق، یعنی فصول ۵–۷، به بررسی اقلیت‌های قومی و واکنش دولت ایران به تهدیدِ شکل‌گرفته از این اقلیت‌ها می‌پردازد و گزارش مفصلی از وضعیت این گروه‌های هویتی و تعامل آنها با دولت ارائه می‌دهد.

### چارچوب نظری
هویت قومی و دولت در ایران به بررسی جایگاه اقلیت‌های قومی در ایران و تأثیر آنها بر سیاست این کشور، گفتمان‌های امنیتی و روندهای اجتماعی گسترده‌تر می‌پردازد. این کتاب ترکیبی از مکتب مطالعات امنیتی کپنهاگ و آثار مربوط به درگیری‌های قومی را به کار می‌گیرد تا بینشی در مورد هویت و احساس تبعیض و محرومیت بین گروه‌های قومی اصلی ایران، یعنی آذری‌ها، کردها، و عرب‌ها، بلوچ‌ها و ترکمن‌ها به دست دهد. برای انجام این کار، کتاب از روش‌های علوم سیاسی برای کشف ریشه‌های مسائل سیاسی و اجتماعی کنونی ایران استفاده می‌کند؛ نه فقط مسائلی که بر اقلیت‌ها تأثیر می‌گذارند، بلکه مسائلی که مستقیماً بر تصمیم‌گیری سیاسی گسترده‌تر و زندگی عمومی در تمام سطوح جامعه تأثیر می‌گذارند.
صالح از نظریه‌های رایج در زمینه امنیتی‌شدن مانند نظریه‌های تد گور، باری بوزان، اوله وائور، چارلز تیلی و بندیکت اندرسون استفاده می‌کند تا بتواند تبیین مفصلی از چالش‌های پیش روی اقلیت‌های قومی ایران در تعامل با دولت و همچنین دلایل توجیهیِ کنش‌های دولت در ایجاد هویت واحد برای ایران ارائه دهد.

### روش
این پژوهش از روش کیفی برای بررسی موضوع و انجام کار میدانی استفاده کرده‌است و مبتنی بر داده‌های جمع‌آوری شده از طریق مصاحبه فشرده فردی و گروهی در طی سه ماه کار میدانی در ایران (تیر تا شهریور ۱۳۸۸، بلافاصله پس از انتخابات ریاست‌جمهوری) و همچنین بین ایرانیانِ مقیم اروپاست. مصاحبه‌شوندگان از پنج گروه قومی و پیشینه اجتماعی و همچنین فارس‌ها در شهرهای مختلف بودند. ۴۵ مصاحبه با ۵۳ نفر (۲۱ زن و ۳۲ مرد) انجام و رونویسی شده‌است. جدا از مصاحبه‌های نیمه‌ساختاریافته، برخی داده‌ها بر اساس روش‌های دیگری مانند یادداشت‌های میدانی، ضبط سمعی و بصری، تصاویر، اسناد، مصاحبه‌های تصادفی بین عموم، گروه کانونی، مصاحبه‌های خصوصی و مقالات روزنامه و مجلات جمع‌آوری شده و داده‌های دیگری نیز بر مبنای مشاهدات مستقیم به‌دست آمده‌است.

## نقد
این کتاب در مجلهٔ خاورمیانه (نادر انتصار)، مرور مطالعات خاورمیانه (دیل هیلز)، مجلهٔ بریتانیایی مطالعات خاورمیانه (سایمون مابون) و ملل و ناسیونالیسم (فرزین فرزاد) بررسی شده‌است.
انتصار این کتاب را اثری مغتنم در میان آثار مربوط به مشکلات رو به رشد قومیت‌ها در خاورمیانه می‌خواند. 
هیلز، استاد ویرجینیا تک، معتقد است که صالح خواستار یک رویکرد غیرامنیتیِ جایگزین در رابطهٔ بین ملیت و قومیت است، رویکردی که هویت‌های قومی را می‌پذیرد و در عین حال سیاست‌های انسجام و همبستگی را بهبود می‌بخشد، نه اینکه هویت قومی را فدای امنیت ملی ایران کند. 
مابون، از دانشگاه لنکستر، این کتاب را به دلیل توجهِ مختصر به بحث روایت‌های ناسیونالیسم ایرانی (فصل ۳) مورد انتقاد قرار می‌دهد. با این حال، او کتاب را برای محققان علاقه‌مند به عناصر ژئوپلیتیک خاورمیانه و نقش دولت ایران در منطقه، بایستهٔ مطالعه می‌نامد.
فرزاد (آکادمی دیپلماتیک آذربایجان) معتقد است که این کتاب، متنی مقدماتی و مناسب برای محققانِ علاقه‌مند به مطالعهٔ تهدیدات امنیتی مربوط به قومیت‌ها و سیاست‌های همگن‌سازی در فرهنگ و زبان در ایران است و «اولین کتاب در نوع خود» است که از دیدگاه‌های نظری غربی راجع به شکل‌گیری هویت و ناسیونالیسم برای بررسی مسائل هویت در ایران و ارتباط آنها با امنیت استفاده می‌کند. با این حال، فرزاد بر این باور است که برخی جنبه‌های کلیدی دیگر در این کتاب مغفول مانده که می‌تواند به درک ریشه‌های چالش‌های قومی در داخل دولت کمک کند.
او اعتقاد دارد ضعف اصلی کتاب آن است که صالح این نکته را در نظر نداشته که یکی از ریشه‌های اساسی تنش‌های قومی ممکن است خودِ مفهومِ ایران به‌عنوان دولت-ملت باشد. از نظر فرزاد، ایدهٔ دولت-ملت مفهومی کاملاً بیرونی و نامناسب برای سازمان‌دهی و متحدسازیِ کشور بوده و باعث ایجاد تلاش‌های قهری متعدد و آموزش تجدیدنظرطلبانه در یک کشور چندقومیتی شده‌است. به‌گمان فرزاد، صالح نتوانسته مفهوم ایران را «به‌عنوان یک جامعهٔ نمادین» قبل و حین تأسیس در دهه ۱۹۲۰ به‌درستی ارزیابی کند؛ بنابراین، روایت صالح نوعی «هویت قومی ایرانی واحد» را پیش‌فرض می‌گیرد و «روایت تاریخی چندقومی» آن را مغفول می‌گذارد.